# 애로 (지형)

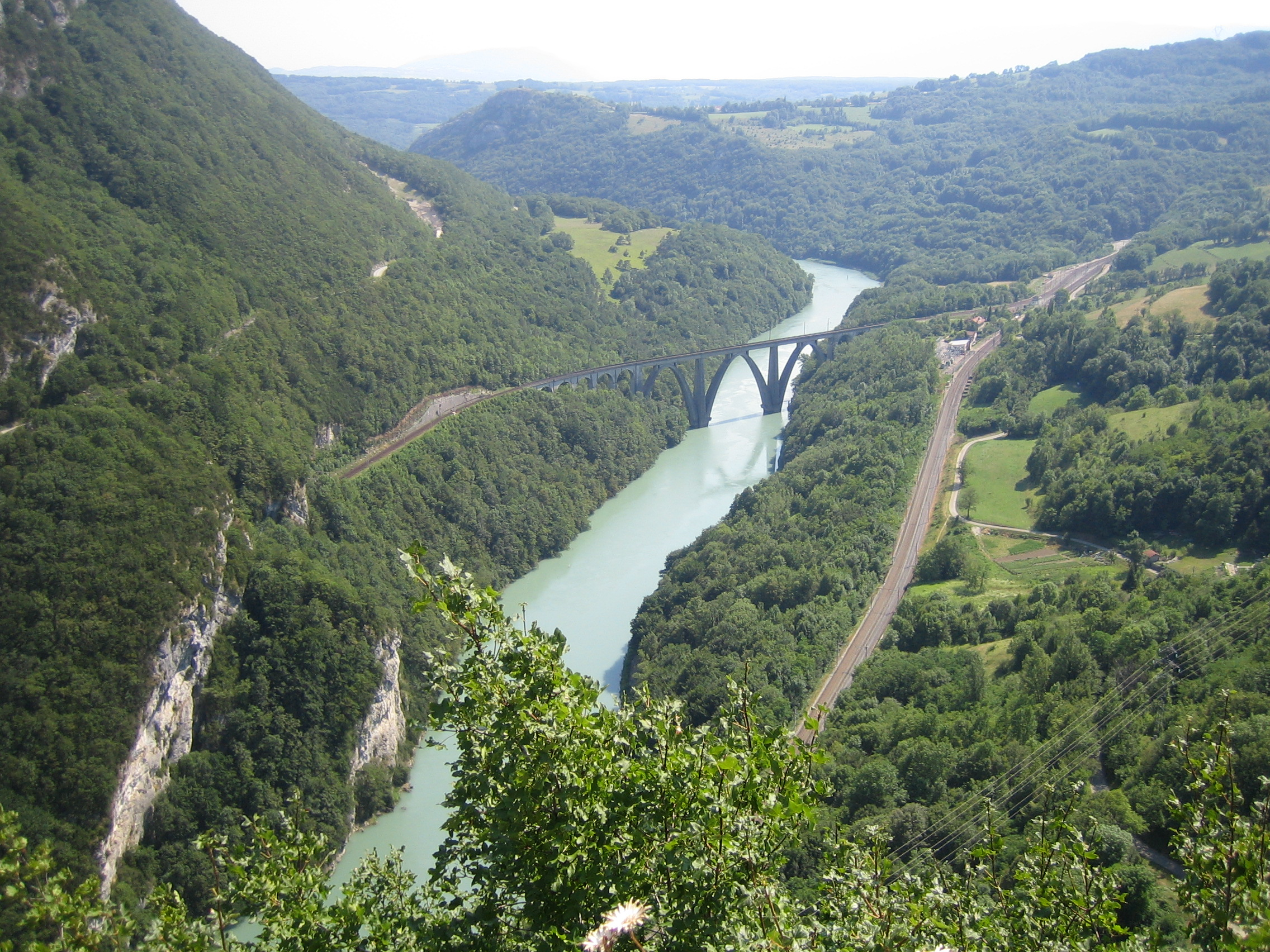

애로(隘路, defile)란 산과 산, 언덕과 언덕 사이에 만들어진 좁은 길과 같은 협곡이다.
이 용어는 군대가 좁은 기둥이나 좁은 전선에서만 행진할 수 있는 경로에 대한 군사적 설명에서 유래했다.